# Cratere Miller
Miller è un cratere lunare di 61,37 km situato nella parte sud-orientale della faccia visibile della Luna.